# 胡棐
胡棐（15世紀—15世紀），字公輔，南直隸太平府蕪湖縣人，明朝政治人物。

## 生平
胡棐是正統三年（1438年）應天鄉試舉人，四年（1439年）中會試副榜，授江夏訓導，陞德化教諭，再晉南京國子監學錄，陞為監丞；歷任皆能造士，為當時勤學的典範，他的文章連續而有清思，鄉人作碑碣必定找他撰寫，有《修縣治記》流傳。

## 引用
1. 1 2  民國《蕪湖縣志·卷五十·人物志》：胡棐，字公輔，正統戊午領順天鄉薦，己未會試乙榜，任湖廣江夏訓導，陞福建德化教諭，擢南京國子學錄，晉監丞；所履皆造士地，勤學端範，於時稱最，為文章亹亹有清思，鄉人士以碑版屬者必稔其人無諛詞，有《修縣治記》載邑志。